# St. Augustine (Illinois)
St. Augustine és una població dels Estats Units a l'estat d'Illinois. Segons el cens del 2000 tenia 152 habitants.

## Demografia
Segons el cens del 2000, St. Augustine tenia 152 habitants, 68 habitatges, i 43 famílies. La densitat de població era de 96,2 habitants/km².
Dels 68 habitatges en un 19,1% hi vivien nens de menys de 18 anys, en un 54,4% hi vivien parelles casades, en un 5,9% dones solteres, i en un 35,3% no eren unitats familiars. En el 27,9% dels habitatges hi vivien persones soles el 14,7% de les quals corresponia a persones de 65 anys o més que vivien soles. El nombre mitjà de persones vivint en cada habitatge era de 2,24 i el nombre mitjà de persones que vivien en cada família era de 2,75.
Per edats la població es repartia de la següent manera: un 18,4% tenia menys de 18 anys, un 8,6% entre 18 i 24, un 20,4% entre 25 i 44, un 27% de 45 a 60 i un 25,7% 65 anys o més.
L'edat mediana era de 47 anys. Per cada 100 dones de 18 o més anys hi havia 85,1 homes.
La renda mediana per habitatge era de 34.375 $ i la renda mediana per família de 35.357 $. Els homes tenien una renda mediana de 27.500 $ mentre que les dones 20.313 $. La renda per capita de la població era de 15.549 $. Aproximadament el 4,3% de les famílies i el 5,6% de la població estaven per davall del llindar de pobresa.

## Poblacions més properes
El següent diagrama mostra les poblacions més properes.